# Football Club Internazionale 1960-1961
Questa voce raccoglie le informazioni riguardanti il Football Club Internazionale nelle competizioni ufficiali della stagione 1960-1961.

## Stagione
Reduce dal lustro scarno di soddisfazioni che accompagnava il suo insediamento alla presidenza, nell'estate 1960 Angelo Moratti chiamò in panchina Helenio Herrera: impostosi come uno dei migliori allenatori d'Europa sulle difficili piazze di Madrid e Barcellona, l'argentino (soprannominato «Mago») comportò un esborso pari a 100 milioni di lire per il suo ingaggio nonché bonus contrattuali duplicati rispetto agli altri tesserati.
Da segnalare anche l'ingresso nei quadri dirigenziali del manager Italo Allodi, protagonista — in collaborazione col tecnico Edmondo Fabbri — della scalata mantovana dal calcio amatoriale alla massima categoria.
Le rigide disposizioni impartite in spogliatoio e la necessità di una svolta tattica suscitarono attriti con vari elementi della rosa, tra i quali Armando Picchi e Mario Corso: burrascoso anche il rapporto con Antonio Angelillo, del quale venivano criticati in particolare gli eccessi mondani. A protezione dei pali fu scelto l'ex genoano Lorenzo Buffon, con il compito di sanare la «difesa colabrodo» delle recenti stagioni.
Una «macchina da gol» ammirata nelle giornate iniziali andava inceppandosi in autunno, con il Padova guidato da Nereo Rocco che riservò a Herrera il suo primo dispiacere italiano: aggiudicandosi con un acuto di Picchi il combattuto derby milanese del 20 novembre 1960, la squadra guadagnò un prezioso 1-1 a Firenze con Lindskog a pareggiare i conti dagli 11 metri per fallire poi un secondo rigore (accordato tra le polemiche) istanti più tardi.
L'Inter si laureò quindi campione d'inverno a San Siro regolando con ampio margine il Catania, sommerso dalle autoreti: un primato a metà torneo che legittimò le ambizioni, con il dichiarato obiettivo di scucire il tricolore alla Juventus. A frenare la rincorsa contribuiva però il lecchese Gilardoni, imitato una settimana più tardi da Aurelio Milani (questi in forza ai succitati patavini): fatale infine alla classifica la stracittadina del 26 marzo 1961, con le marcature da record di Altafini dopo 20" e Liedholm a 38 anni (numeri poi migliorati da Mazzola e Ibrahimović nelle sfide del 24 febbraio 1963 e 9 febbraio 2020).
Domenica 16 aprile 1961 il Comunale di Torino ospitò l'atteso scontro diretto, con 4 lunghezze a separare in classifica le avversarie: sospeso dopo mezz'ora di gioco per un affollamento compiuto dal pubblico nei pressi del manto erboso — una «invasione» tale da imputare l'oggettiva responsabilità al club sabaudo — l'incontro veniva tramutato in vittoria a tavolino per la Beneamata, favorendo un temporaneo aggancio concretizzatosi il 30 aprile.

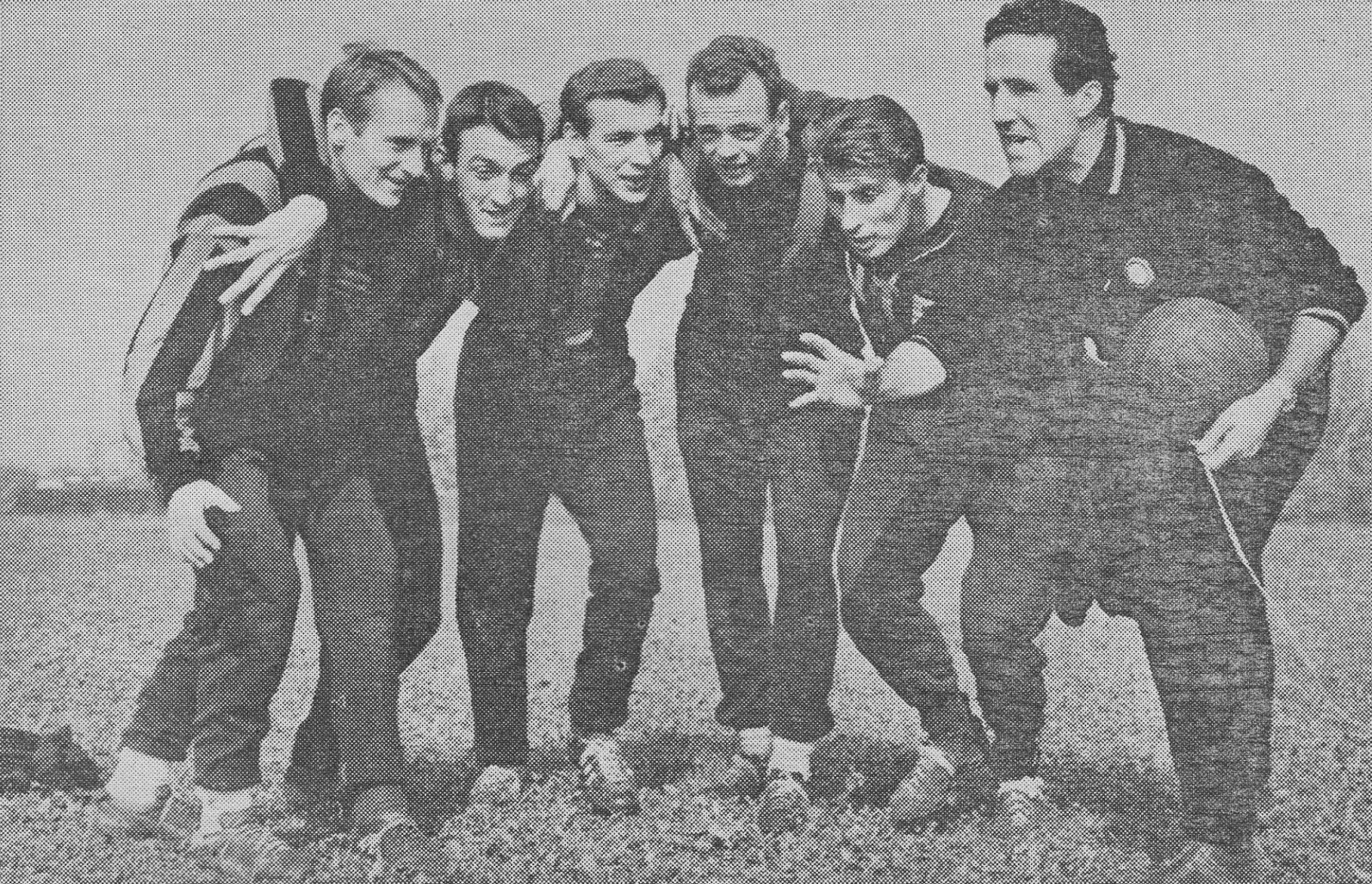
Il neotecnico Helenio Herrera (a destra, con il pallone in mano), destinato a segnare la storia nerazzurra, dirige un allenamento.

Concesso frattanto l'esordio in Serie A al classe 1942 Giacinto Facchetti in occasione della trasferta a Roma, Angelillo e soci figurarono ex aequo coi bianconeri a 90' dal termine del campionato. Il 3 giugno, vigilia dell'ultimo turno, ebbe però luogo un improvviso colpo di scena quando la Commissione d'Appello Federale dispose la ripetizione del match il cui punteggio era stato deciso dalla giustizia sportiva: nel mirino della critica venne posto Umberto Agnelli, in contemporanea presidente del sodalizio torinese e numero uno della Federazione.
L'inopinata sconfitta dei lombardi in campo etneo — episodio passato agli annali con la nomea di "clamoroso al Cibali!" — finì per consegnare il titolo alla rivale di Carlo Parola, ai cui uomini risultò sufficiente impattare contro il Bari per l'aritmetica certezza del primo posto a quota 47: mentre il Milan archiviò regolarmente la propria stagione con 45 punti all'attivo sopravanzando i concittadini, Moratti chiese a Herrera di far spazio alla formazione «Ragazzi» nell'ormai ininfluente recupero quale gesto di protesta.
La strada di un Boniperti al passo d'addio s'incrociò con quella del debuttante Sandro Mazzola, figlio di Valentino: fu proprio questi a marcare, dal dischetto, la rete della bandiera contro le 9 segnature dei padroni di casa (con addirittura una «sestina» per Omar Sivori).

## Divise
| 1ª divisa | 2ª divisa |  |

## Organigramma societario
Area direttiva
- Presidente: Angelo Moratti
- Consigliere: Giuseppe Prisco
- Direttore sportivo: Italo Allodi

Area tecnica
- Allenatore: Helenio Herrera
- Allenatore in seconda: Maino Neri

Area sanitaria
- Medico sociale: dott. Angelo Quarenghi[55]
- Massaggiatore: Bartolomeo Della Casa e Giancarlo Della Casa

## Rosa
| N. |                   | Ruolo | Calciatore         |
| -- | ----------------- | ----- | ------------------ |
|    | Italia (bandiera) | P     | Antonio Annibale   |
|    | Italia (bandiera) | P     | Lorenzo Buffon     |
|    | Italia (bandiera) | P     | Mario Da Pozzo     |
|    | Italia (bandiera) | D     | Costanzo Balleri   |
|    | Italia (bandiera) | D     | Remo Bicchierai    |
|    | Italia (bandiera) | D     | Bruno Bolchi       |
|    | Italia (bandiera) | D     | Franco Dal Maso    |
|    | Italia (bandiera) | D     | Giacinto Facchetti |
|    | Italia (bandiera) | D     | Livio Fongaro      |
|    | Italia (bandiera) | D     | Mauro Gatti        |
|    | Italia (bandiera) | D     | Aristide Guarneri  |
|    | Italia (bandiera) | D     | Franco Masetto     |
|    | Italia (bandiera) | D     | Armando Picchi     |
|    | Italia (bandiera) | D     | Francesco Riefolo  |
|    | Italia (bandiera) | D     | Carlo Tacchini     |
|    | Italia (bandiera) | C     | Mario Corso        |

| N. |                      | Ruolo | Calciatore                 |
| -- | -------------------- | ----- | -------------------------- |
|    | Italia (bandiera)    | C     | Antonio Fusari             |
|    | Italia (bandiera)    | C     | Claudio Guglielmoni        |
|    | Svezia (bandiera)    | C     | Bengt Lindskog             |
|    | Italia (bandiera)    | C     | Roberto Manini             |
|    | Italia (bandiera)    | C     | Luigi Mascalaito           |
|    | Italia (bandiera)    | C     | Enea Masiero               |
|    | Italia (bandiera)    | C     | Sandro Mazzola             |
|    | Italia (bandiera)    | C     | Giuseppe Morosi            |
|    | Italia (bandiera)    | C     | Orazio Rancati             |
|    | Italia (bandiera)    | C     | Roberto Tacchini           |
|    | Italia (bandiera)    | C     | Franco Zaglio              |
|    | Argentina (bandiera) | A     | Antonio Valentín Angelillo |
|    | Italia (bandiera)    | A     | Mauro Bicicli              |
|    | Italia (bandiera)    | A     | Edwing Firmani             |
|    | Italia (bandiera)    | A     | Roberto Ghelli             |
|    | Italia (bandiera)    | A     | Egidio Morbello            |

## Risultati

### Campionato

#### Girone di andata
| Arbitro: | Adami (Roma) |

|                 |           |                                               |
| Magistrelli 69’ | Marcatori | 20’, 40’, 46’ Firmani 45’ Angelillo 52’ Corso |

| Arbitro: | Angonese (Mestre) |

|                                |           |             |
| Firmani 4’ Lindskog 49’ (rig.) | Marcatori | 89’ Virgili |

| Arbitro: | Jonni (Macerata) |

|  |           |                                                             |
|  | Marcatori | 24’, 44’ Lindskog 37’, 43’ Angelillo 56’ Zaglio 61’ Firmani |

| Arbitro: | Di Tonno (Lecce) |

|                                               |           |  |
| Zaglio 15’ Bolchi 48’, 83’ Angelillo 78’, 80’ | Marcatori |  |

| Roma 23 ottobre 1960 5ª giornata | Lazio            | 0 – 0 | Inter | Stadio Olimpico\| Arbitro: \| Babini (Ravenna) \| |
| Arbitro:                         | Babini (Ravenna) |       |       |                                                   |

| Arbitro: | Leita (Udine) |

|               |           |               |
| Angelillo 13’ | Marcatori | 60’ Gilardoni |

| Arbitro: | Jonni (Macerata) |

|                       |           |             |
| Milani 56’ Tortul 61’ | Marcatori | 11’ Masiero |

| Arbitro: | Adami (Roma) |

|  |           |            |
|  | Marcatori | 44’ Picchi |

| Arbitro: | Jonni (Macerata) |

|                                       |           |  |
| Firmani 37’ Bicicli 74’ Angelillo 76’ | Marcatori |  |

| Arbitro: | De Marchi (Pordenone) |

|                        |           |              |
| Perani 58’ Vinicio 60’ | Marcatori | 31’ Lindskog |

| Arbitro: | Adami (Roma) |

|                                    |           |          |
| Corso 28’ Morbello 50’ Firmani 69’ | Marcatori | 77’ Mora |

| Arbitro: | Gambarotta (Genova) |

|                                         |           |             |
| Lindskog 47’ Corso 50’, 63’ Firmani 65’ | Marcatori | 38’ Novelli |

| Arbitro: | Rigato (Mestre) |

|  |           |           |
|  | Marcatori | 41’ Corso |

| Arbitro: | Lo Bello (Siracusa) |

|              |           |                     |
| Da Costa 52’ | Marcatori | 74’ (rig.) Lindskog |

| Arbitro: | Rigato (Mestre) |

|                                          |           |                |
| Pestrin 46’ (aut.) Corso 62’ Firmani 65’ | Marcatori | 37’ Schiaffino |

| Napoli 22 gennaio 1961 16ª giornata | Napoli           | 0 – 0 | Inter | Stadio San Paolo\| Arbitro: \| Jonni (Macerata) \| |
| Arbitro:                            | Jonni (Macerata) |       |       |                                                    |

| Arbitro: | Gambarotta (Mestre) |

|                                                                              |           |  |
| Morbello 13’ Giavara 30’ (aut.) 42’ (aut.) Grani 69’ (aut.) Corti 81’ (aut.) | Marcatori |  |

#### Girone di ritorno
| Arbitro: | De Marchi (Pordenone) |

|                  |           |                   |
| Firmani 16’, 72’ | Marcatori | 84’ (aut.) Picchi |

| Arbitro: | Jonni (Macerata) |

|             |           |             |
| Rossano 62’ | Marcatori | 70’ Bicicli |

| Arbitro: | Roversi (Bologna) |

|             |           |  |
| Lindskog 1’ | Marcatori |  |

| Arbitro: | Gambarotta (Genova) |

|                  |           |                           |
| Gatti 85’ (aut.) | Marcatori | 11’, 32’ Bolchi 80’ Corso |

| Arbitro: | Di Tonno (Lecce) |

|                                                                 |           |  |
| Firmani 43’, 66’, 67’, 87’ Gatti 62’ Angelillo 71’ Morbello 79’ | Marcatori |  |

| Arbitro: | Jonni (Macerata) |

|                    |           |             |
| Gilardoni 15’, 76’ | Marcatori | 86’ Balleri |

| Arbitro: | Roversi (Bologna) |

|           |           |                       |
| Gatti 80’ | Marcatori | 72’ (rig.) 90’ Milani |

| Arbitro: | Rigato (Mestre) |

|                     |           |                          |
| Lindskog 51’ (rig.) | Marcatori | 1’ Altafini 15’ Liedholm |

| Arbitro: | De Marchi (Pordenone) |

|                              |           |                      |
| Brighenti 14’, 53’, 86’, 88’ | Marcatori | 37’ Corso 76’ Zaglio |

| Milano 9 aprile 1961 27ª giornata | Inter               | 0 – 0 | Bologna | Stadio San Siro\| Arbitro: \| Francescon (Padova) \| |
| Arbitro:                          | Francescon (Padova) |       |         |                                                      |

| Arbitro: | Gambarotta (Genova) |

|                                                                                   |           |                    |
| Sívori 11’, 12’, 17’, 54’, 67’, 90’ (rig.) Riefolo 52’ (aut.) Nicolè 64’ Mora 79’ | Marcatori | 78’ (rig.) Mazzola |

| Arbitro: | Adami (Roma) |

|            |           |                                           |
| Massei 13’ | Marcatori | 37’ (aut.) Rota 53’ Morbello 70’ Lindskog |

| Arbitro: | Jonni (Macerata) |

|             |           |             |
| Firmani 76’ | Marcatori | 56’ Mazzero |

| Arbitro: | Adami (Roma) |

|                        |           |                         |
| Corso 32’ Lindskog 38’ | Marcatori | 67’ Da Costa 82’ Hamrin |

| Arbitro: | Gambarotta (Mestre) |

|  |           |                         |
|  | Marcatori | 12’ Bolchi 56’ Morbello |

| Arbitro: | Jonni (Macerata) |

|                                    |           |  |
| Facchetti 44’ Corso 69’ Bolchi 88’ | Marcatori |  |

| Arbitro: | De Marchi (Pordenone) |

|                               |           |  |
| Castellazzi 25’ Calvanese 70’ | Marcatori |  |

### Coppa Italia
| Arbitro: | De Marchi (Pordenone) |

|             |           |                                |
| Giurini 87’ | Marcatori | 11’ Angelillo 24’, 67’ Firmani |

| Arbitro: | D'Agostini (Roma) |

|                                                              |           |          |
| Picchi 15’ Corso 31’ Morbello 37’, 40’, 46’ Bicicli 67’, 85’ | Marcatori | 4’ Baffi |

| Arbitro: | Angonese (Mestre) |

|  |           |             |
|  | Marcatori | 10’ Morrone |

### Coppa delle Fiere
| Arbitro: | Ellis |

|                                                                                          |           |                        |
| Bicicli 21’ Zaglio 55’ Lindskog 63’ (rig.), 73’ Corso 70’, 76’ Firmani 79’ Angelillo 90’ | Marcatori | 49’ Heiser 61’ Fischer |

| Arbitro: | Versyp |

|           |           |                                                                                      |
| Heiser 4’ | Marcatori | 25’ Angelillo 40’ Corso 55’ Lindskog 75’ Bicchierai 78’ (aut.) Wieczorek 85’ Firmani |

| Arbitro: | Ortiz de Mendíbil |

|                                               |           |  |
| Morbello 8’ Bicicli 51’, 80’ Firmani 74’, 87’ | Marcatori |  |

| Arbitro: | Dienst |

|             |           |  |
| Skoblar 54’ | Marcatori |  |

| Arbitro: | Jorgensen |

|             |           |                               |
| Firmani 75’ | Marcatori | 12’ Harris 40’ (aut.) Balleri |

| Arbitro: | Lespineux |

|                |           |             |
| Harris 5’, 62’ | Marcatori | 64’ Masiero |

## Statistiche

### Statistiche di squadra
| Competizione      | Punti | In casa | In casa | In casa | In casa | In casa | In casa | In trasferta | In trasferta | In trasferta | In trasferta | In trasferta | In trasferta | Totale | Totale | Totale | Totale | Totale | Totale | D.R. |
| Competizione      | Punti | G       | V       | N       | P       | Gf      | Gs      | G            | V            | N            | P            | Gf           | Gs           | G      | V      | N      | P      | Gf     | Gs     | D.R. |
| ----------------- | ----- | ------- | ------- | ------- | ------- | ------- | ------- | ------------ | ------------ | ------------ | ------------ | ------------ | ------------ | ------ | ------ | ------ | ------ | ------ | ------ | ---- |
| Serie A           | 44    | 17      | 12      | 4       | 1       | 44      | 11      | 17           | 6            | 4            | 7            | 29           | 28           | 34     | 18     | 8      | 8      | 73     | 39     | 34   |
| Coppa Italia      | -     | 2       | 1       | 0       | 1       | 7       | 2       | 1            | 1            | 0            | 0            | 3            | 1            | 3      | 2      | 0      | 1      | 10     | 3      | 7    |
| Coppa delle Fiere | -     | 3       | 2       | 0       | 1       | 14      | 4       | 3            | 1            | 0            | 2            | 7            | 4            | 6      | 3      | 0      | 3      | 21     | 8      | 13   |
| Totale            | -     | 22      | 15      | 4       | 3       | 65      | 17      | 21           | 8            | 4            | 9            | 39           | 33           | 43     | 23     | 8      | 12     | 104    | 50     | 54   |